# Нестерова, Ксения Константиновна
Ксения Константиновна Нестерова (род. 30 января 1998 года) — российская профессиональная баскетболистка, играет на позиции центровой за баскетбольный клуб «Динамо Москва» (с 2024 года). Бронзовый призёр чемпионата России (2024 года).

## Карьера

### Клубная
Родилась 30 января 1998 года в Санкт-Петербурге, где и начала заниматься баскетболом. Первые тренеры — Ирина Акелова и Анастасия Мельникова.
С 2011 году тренировалась в баскетбольной школе «Спарты энд К». С 2017 по 2019 годы играла за курскую команду «Инвента». В 2019 году перешла в баскетбольный клуб «Динамо Курск».
С 2023 года игрок основной команды БК «Динамо Курск». В 2023 году в составе этого клуба стала бронзовым призёром чемпионата России, финалисткой Кубка России.
В 2024 году перешла в БК «Динамо Москва».

### Сборная
Приглашалась в различные молодёжные и юношеские сборные страны для участия в международных соревнованиях. В составе сборной России до 16 лет завоевала в 2014 году титул чемпионки Европы.

## Достижения
Клубы и Сборная
- Бронзовая медаль чемпионата России сезона 2023/2024 годов.